# Paul Mansion

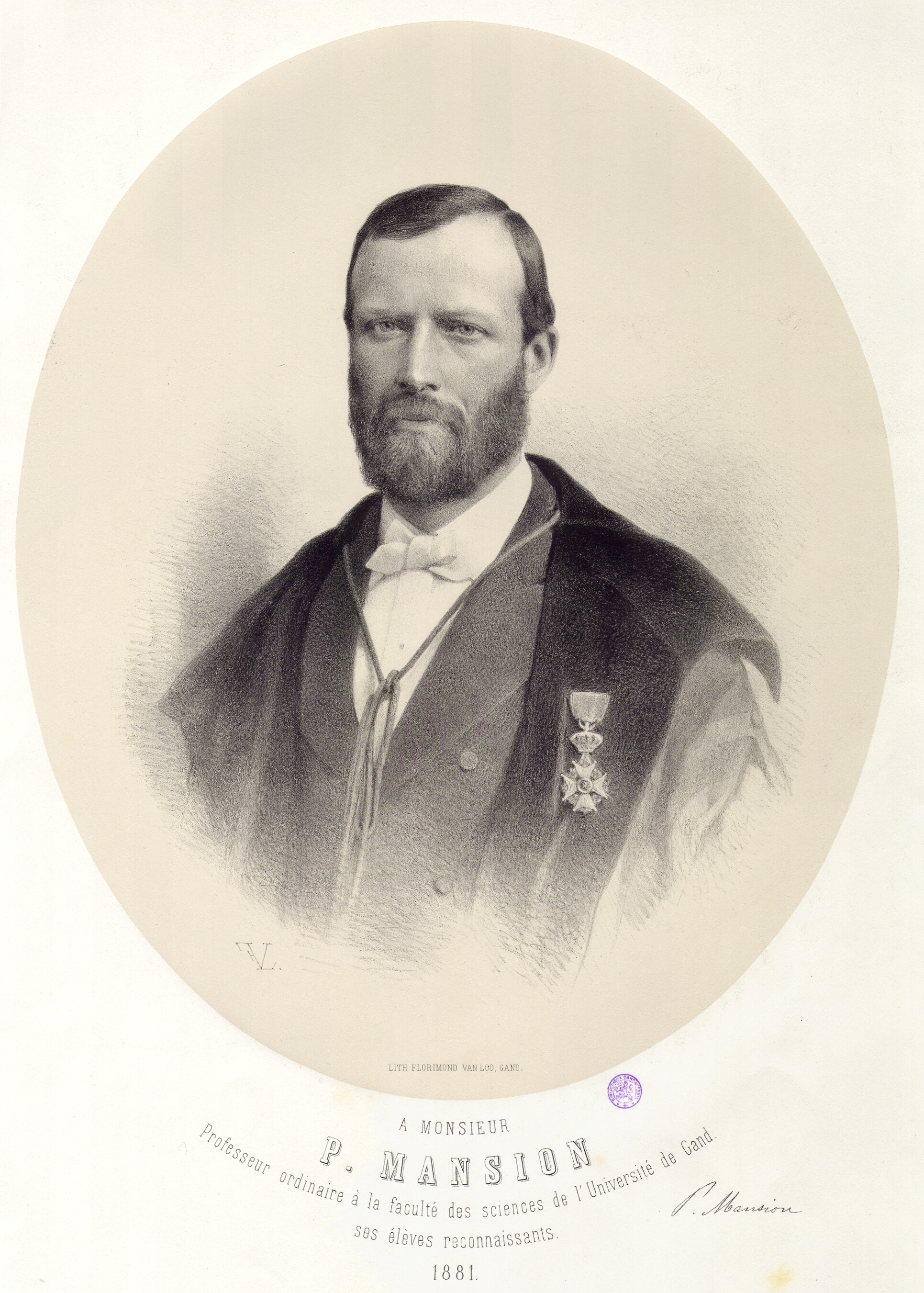
Paul Mansion

Paul Mansion (* 3. Juni 1844 in Belle-Maison, Marchin, bei Huy (Belgien); † 16. April 1919 in Gent) war ein belgischer Mathematiker und Wissenschaftshistoriker.

## Leben
Mansion ging in Gent zur Schule und wurde 1867 an der Universität Gent in Mathematik bei Félix Dauge über das Transformationsverhalten elliptischer Funktionen (Théorie de la multiplication et de la transformation des fonctions elliptiques) promoviert. Er begann im selben Jahr Mathematik an der Universität Gent zu lehren als Nachfolger des im kurz zuvor verstorbenen Mathias Schaar (1817–1867), wurde 1870 außerordentlicher und 1874 ordentlicher Professor. 1910 emeritierte er.
Mansion übersetzte zum Beispiel Bernhard Riemann, Julius Plücker und Alfred Clebsch ins Französische und die Göttliche Komödie von Dante. Er veröffentlichte über Geschichte der Mathematik und Astronomie, wobei er allerdings bei der Wertung von Kopernikus, Kepler und Galilei einen orthodoxen katholischen Standpunkt vertrat. In der Mathematik befasste er sich mit Analysis, Wahrscheinlichkeitstheorie und nichteuklidischer Geometrie.
Mit Eugène Catalan und Joseph Neuberg gründete er 1874 die Nouvelle correspondance mathématique, die bis 1880 erschienen, und 1881 gründete er mit Catalan und Neuberg die Zeitschrift Mathesis, die er bis 1910 herausgab.
1882 wurde er korrespondierendes und 1887 volles Mitglied der Königlich Belgischen Akademie der Wissenschaften und 1903 deren Präsident.
Er ist der Vater des Linguisten Joseph Mansion (1877–1937), Spezialist für Sanskrit und Niederländische Sprache in Lüttich und Vater der Philosophin und Aristoteles-Spezialistin Suzanne Mansion (1916–1981), und von Augustin Mansion (1882–1966), Philosoph in Löwen und Aristoteles-Spezialist.

## Schriften
- Theorie der partiellen Differentialgleichungen erster Ordnung, J. Springer 1892 (das französische Original war eine Preisschrift für die Königlich Belgische Akademie der Wissenschaften, publiziert in deren Mémoires 1875)